# 紅尾副唇魚
紅尾副唇魚，為輻鰭魚綱鱸形目隆頭魚亞目隆頭魚科的其中一種，分布於中西太平洋的斐濟海域，棲息深度15-46公尺，體長可達5.6公分，棲息在礫石底質礁坡，生活習性不明。

## 擴展閱讀
維基物種上的相關：紅尾副唇魚